# Corn Belt

Localisation de la production de maïs en 2010.

La Corn Belt, littéralement « ceinture de maïs », était un espace agricole majeur du Midwest des États-Unis. On délimitait globalement cette zone aux États de l'Iowa, l'Illinois, l'Indiana et l'Ohio ; la culture du maïs y était prépondérante au point qu'environ 50 % du maïs produit aux États-Unis provenait de ces quatre États. 
La Corn Belt doit beaucoup au maïs denté (Dent Corn), dont la culture est lancée par les immigrants venus de l'est des États-Unis qui ont peuplé dans les années 1840 l'Illinois, autour de Chicago et des Grands Lacs du nord du pays. Parmi ces immigrants venus de l'est, James L. Reid, et ses parents Robert et Anna Moore Reid. Né près de Russelville, dans le comté de Brown dans l'Ohio, le 26 décembre 1844 James L. Reid part avec eux à l'âge de deux ans sur le Frontière sauvage. Son père, Robert Reid, a quitté l'Ohio, en réponse à « l'appel de l'Ouest », pour rejoindre son frère aîné Daniel et sa sœur Eleanor Reid Glaz, à Delavan Prairie, près de Tremont dans le comté de Tazewell, près de La Fayette, dans l'état de l'Indiana. 
Installé à environ quatre miles au nord-est de Delavan, Daniel Reid avait écrit à son frère Robert  d'apporter avec lui du maïs de semence, car l'Illinois n'en avait pas de la variété que la famille avait avant cultivée dans l'Ohio. Robert a donc pris dans son charriot bâché quelques boisseaux de maïs jaune, ayant une teinte rouge cuivrée particulière sous la surface de la graine, connu sous le nom Gordon Hopkins, de leur ancienne maison. 
Le grain de maïs qu'il avait apporté avec lui a été planté en 1846 mais trop tard pour assurer plus qu'un « assez bon développement ». Le meilleur du maïs mûri a été sélectionné pour la prochaine la plantation, au printemps de 1847. Depuis ce printemps de 1847 et pendant soixante-douze ans, ce maïs n'a pas été mélangé, à dessein, avec d'autres variétés par la famille Reid. En 1850, Robert Eeid a acheté une ferme au nord-est de Delavan, sur laquelle la graine de la variété Ohio a reçu des soins spéciaux, afin de répondre aux besoins du monde commercial. 
De nos jours, les productions agricoles se sont beaucoup diversifiées. On continue d'y pratiquer une agriculture industrialisée et modernisée sur de grands espaces. De même un grand nombre de bovins y sont élevés.
Le terme était autrefois prisé en vulgarisation dans les cours de géographie, mais il n'y apparaît plus et n'existe plus dans les manuels français ou américains. Il permettait de désigner efficacement ces caractéristiques de l'agriculture intensive des États-Unis.